# 法廷メモ訴訟
法廷メモ訴訟（ほうていメモそしょう）とは、事前に法廷でメモを取っていいか日本の裁判所に許可を求めたが、不許可となったため、知る権利（憲法21条）の侵害を主張して国家賠償法に基づく損害賠償を求めた裁判。法廷内メモ採取事件、あるいは原告の名前をとってレペタ事件、レペタ裁判とも呼ばれる。

## 概要
最高裁は請求を退けたものの、メモを取る行為自体について、「故なく妨げられてはならない」、「メモを取る行為が法廷における公正かつ円滑な訴訟の運営を妨げる場合には、それを制限又は禁止することも許されるが、そのような事態は通常はあり得ないから、特段の事由がない限り傍聴人の自由に任せるべき」と判示し、判決当日、全国のすべての裁判所が、掲示板からメモ禁止の表示を削除、以来、一般傍聴人のメモが事実上解禁されている。
これ以降はスケッチも可能となったことから、マスコミは法廷内の様子を法廷画家に描かせるようになった。

## 経緯
アメリカの弁護士であるローレンス・レペタは、日本において経済法の研究のため、所得税法違反事件（誠備グループ事件）の公判の傍聴を行っていた。その過程で彼は「メモを取る許可願」を裁判所に7回求めたが認められなかった。これに対して、精神的損害を被ったとして、レペタは国家賠償請求訴訟を提訴した。
一審（東京地方裁判所昭和62年2月12日判決）、二審（東京高等裁判所昭和62年12月25日判決）とも請求を退けたので、原告が日本国憲法第82条第1項（裁判の公開）、第21条第1項（表現の自由）、第14条第1項（法の下の平等）に反するとして上告した。

## 最高裁判所判決
最高裁判所は「（日本国憲法第82条は）各人が裁判所に対して傍聴することを権利として要求できることまでを認めたものでないことはもとより、傍聴人に対して法廷においてメモを取ることを権利として保障しているものでない」「（法廷警察権や執るべき措置についての）裁判長の判断は、最大限に尊重されなければならない」「報道機関の記者に対してのみ法廷においてメモを取ることを許可することも、合理性を欠く措置ということはできない」などとして、違法性を認めず上告を棄却した。
一方で、「筆記行為の自由は、憲法21条1項の規定の精神に照らして尊重されるべきである」とし、傍聴人が法廷においてメモを取る行為についても「その見聞する裁判を認識、記憶するためになされるものである限り、尊重に値し、故なく妨げられてはならないものというべきである」とされた。
なお、判決は全員一致であったものの、「いわゆる公共の場所ではなく、事件を審理、裁判するための場である」法廷においては、「冷静に真実を探究し、厳正に法令を適用して、適正かつ迅速な裁判を実現することが最優先されるべき」で、メモを取る行為を含む傍聴人の行為は裁判長の裁量によつて規制されて然るべきものであり、「法廷でメモを取る行為は、証人や被告人に微妙な心理的影響を与え、真実を述べることを躊躇させる恐れがある」として、従来どおり傍聴者の申し出によって裁判官の裁量によりこれを許可することが一つの妥当な方策ではないかとする、裁判官四ツ谷巖による意見が付された。

## 判決の意義
判決は博多駅事件において展開した「情報摂取の自由」論を本判決にも用いた。本判決後、傍聴人の法廷での筆記行為は特段の事情がない限り認められるようになった。その意味で、本判決は原告の実質勝訴である。
法廷においてメモを取ることはいかなる権利として位置づけられるかは一つの問題であるが、本判決も法廷でメモを取る行為について、「特段の事情のない限り、これを傍聴人の自由に任せるべきであり、それが憲法21条1項の規定の精神に合致するものということができる」と述べている。
ただし、本判例は、傍聴人による法廷内のメモ採取行為について、憲法21条によって尊重されるべきであるとしたが、人権であると認められたわけでないことには、注意を要する。
もっとも、本判例に対しては、憲法82条の定めるところによる裁判の公開と関連して、憲法21条は、メモ採取の自由を必然的に保障するものであるから、憲法82条と相まって、憲法によって保障された行為であるとの批判がなされている。
ちなみに、芦部は「法廷メモ採取事件」について、次のように記述する。
なお、本判例は「表現の自由との関係を考えた場合、現代においては、情報等に接し、これを摂取する自由は、表現の自由の派生原理として導かれると解すべきであるところ」と前置きした上で、「筆記行為の自由は、表現の自由を認める憲法の規定に照らして尊重されるべきである」「そして、前のとおり、裁判の公開は制度として憲法上保障されており、傍聴人は法廷における裁判を見聞することができるから、傍聴人が法廷においてメモを取ることは、その見聞する裁判を認識、記憶するためにされるものである限り、尊重に値」し、故えなく妨げられてはならない、とする。そして、「もっとも、筆記行為の自由も、一定の合理的制限を受けることがあるのはやむを得ないというべきであって、メモを取る行為が法廷における公平かつ円滑な訴訟の運営を妨げる場合には、それを制限又は禁止することも許されるが、そのような事態は通常あり得ないから、特段の事情がない限り、傍聴人の自由に任せるべきである」とする。
なお、「特段の事情」とは、本判例の言葉を借りれば、すなわち、「法廷における公正かつ円滑な訴訟の運営を妨げる場合には、それを制限又は禁止する特段の事情」に該当し、理論上の話ではあるものの、通常、「特段の事情あり」と主張する側が、その立証責任を負うべき事項である。